# Дравно
Дравно (пол. Drawno) — город в Польше, входит в Западно-Поморское воеводство, Хощненский повят. Имеет статус городско-сельской гмины. Занимает площадь 5,00 км². Население — 2357 человек (на 2013 год).

## История

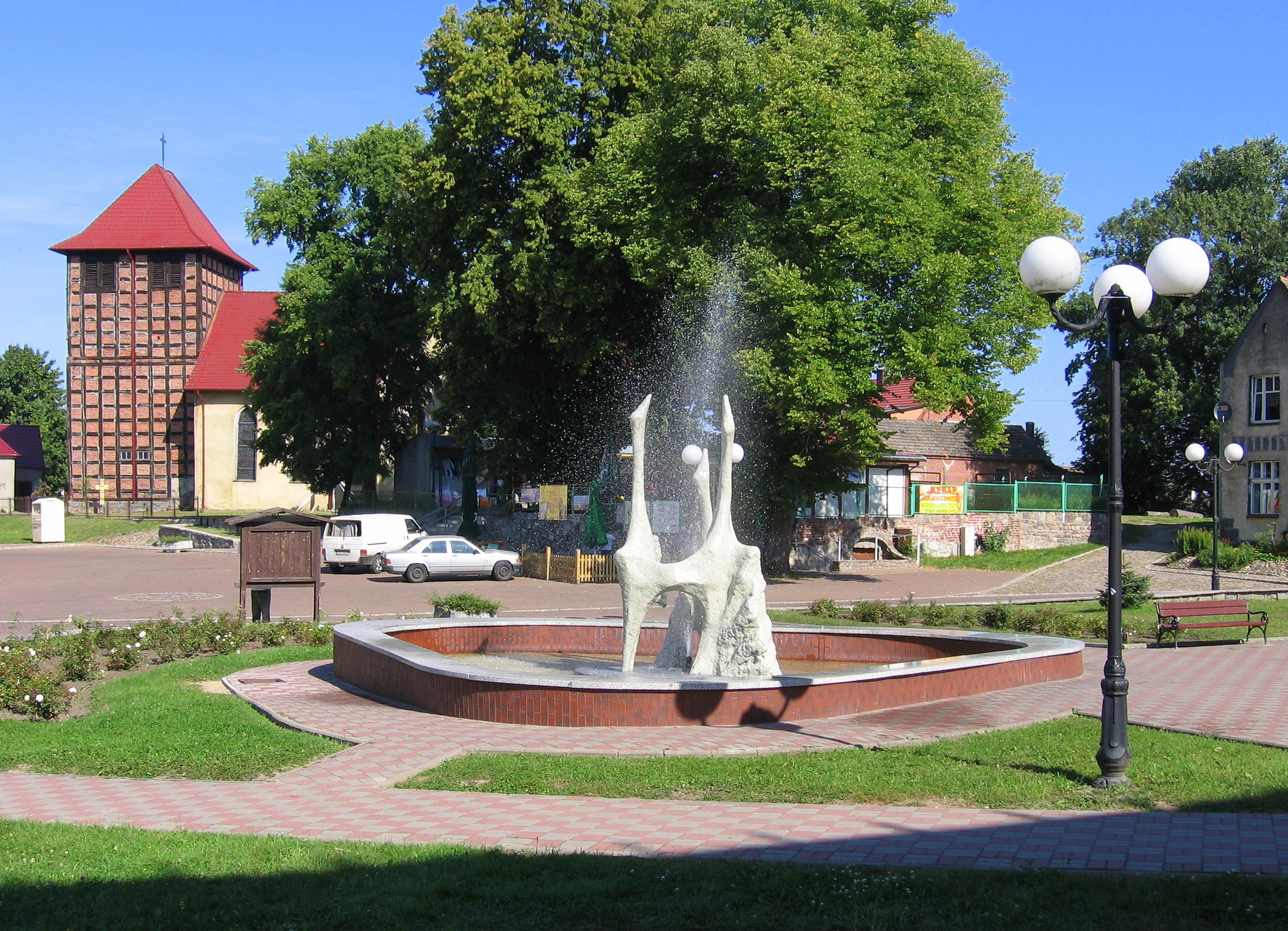
Дравно